# Wüststeimel
Wüststeimel ist ein Ortsteil von Marialinden in der Stadt Overath im Rheinisch-Bergischen Kreis in Nordrhein-Westfalen, Deutschland.

## Lage und Beschreibung
Der kleine Ortsteil Wüststeimel findet sich zwischen den Ortschaften Schlingenthal und Kaltenborn an der schmalen Kreisstraße 37. In der Nähe liegen Federath und Krahwinkel. Wüststeimel wird vornehmlich landwirtschaftlich genutzt. Naturräumlich betrachtet zählt die Ortslage zum Marialinder Riedelland, einem Feuchtgebiet, in dem seltene Tiere und Pflanzen zu finden sind und das wiederum zu den Agger-Sülz-Hochflächen zählt.

## Geschichte
Die Topographia Ducatus Montani des Erich Philipp Ploennies, Blatt Amt Steinbach, belegt, dass der Wohnplatz bereits 1715 eine Hofstelle besaß, die als Wüst Steimel beschriftet ist. Carl Friedrich von Wiebeking benennt die Hofschaft auf seiner Charte des Herzogthums Berg 1789 als Wüstesteinmel. Aus ihr geht hervor, dass der Ort zu dieser Zeit Teil der Honschaft Miebach im Kirchspiel Overath war.
Der Ort ist auf der Topographischen Aufnahme der Rheinlande von 1825 als Wüststeimel verzeichnet. Die Preußische Uraufnahme von 1845 zeigt den Wohnplatz unter dem Namen Wüsten-Steimel. Ab der Preußischen Neuaufnahme von 1896 ist der Ort auf Messtischblättern regelmäßig als Wüststeimel verzeichnet.
1822 lebten 13 Menschen im als Wüststeimel bezeichneten und als Hof kategorisierten Ort, der nach dem Zusammenbruch der napoleonischen Administration und deren Ablösung zur Bürgermeisterei Overath im Kreis Mülheim am Rhein gehörte. Für das Jahr 1830 werden für den als Wüststeimel bezeichneten Ort 16 Einwohner angegeben. Der 1845 laut der Uebersicht des Regierungs-Bezirks Cöln als Wuststeimel kategorisierte Ort besaß zu dieser Zeit fünf Wohngebäude mit 37 Einwohnern, alle katholischen Bekenntnisses. Die Gemeinde- und Gutbezirksstatistik der Rheinprovinz führt Wüststeimel 1871 mit sechs Wohnhäusern und 26 Einwohnern auf. Im Gemeindelexikon für die Provinz Rheinland von 1888 werden für Wüststeimel sieben Wohnhäuser mit 26 Einwohnern angegeben. 1895 besitzt der Ort fünf Wohnhäuser mit 26 Einwohnern und gehörte konfessionell zum katholischen Kirchspiel Marialinden, 1905 werden fünf Wohnhäuser mit 21 Einwohnern angegeben.